# Światowy Dzień Telewizji
Światowy Dzień Telewizji (ang. World Television Day) – coroczne święto obchodzone 21 listopada, ustanowione przez Zgromadzenie Ogólne ONZ (rezolucja 51/205 z 17 grudnia 1996) i upamiętniające obrady pierwszego Światowego Forum Telewizji, które odbyło się w Nowym Jorku, w siedzibie ONZ, w 1996 roku.

## Historia powstania
Przy podejmowaniu uchwały 11 głosów było przeciw. Delegat z Niemiec w swej wypowiedzi stwierdził, że nie widzi większego sensu wprowadzania kolejnego dnia w obliczu podobnych okolicznościowych dni: Wolności Prasy, Telekomunikacji i Informacji na temat Rozwoju, gdyż znaczna większość ludności świata nie ma dostępu do telewizji i że ważniejszym źródłem informacji jest chociażby radio
Z propozycją ustanowienia Światowego Dnia Radia wystąpiło dopiero hiszpańskie radio Academia Española de la Radio, składając wniosek do UNESCO 20 września 2010, który został wstępnie przyjęty 29 września 2011. Ostateczna decyzja będzie należeć do Konferencji Generalnej UNESCO.

## Obchody
Zgromadzenie zachęciło państwa, aby obchodom Światowego Dnia Telewizji sprzyjała globalna wymiana programów telewizyjnych poświęconych zagadnieniom pokoju, bezpieczeństwa oraz rozwoju społecznego i gospodarczego, a także zagadnieniom kulturowym.
Obchody są okazją do przybliżenia historii telewizji i możliwości jakie ze sobą niesie oraz jaki wywiera wpływ na życie społeczeństwa, przyczyniając się do postępu i poprawy warunków życia wszystkich ludzi na świecie, a także okazją do omówienia zagrożeń, jakie wiążą się z jej oglądalnością.